# Atemptat de la caserna de Massereene de 2009
El 7 de març de 2009, dos soldats britànics del 38è Regiment d'Enginyers foren tirotejats mortalment a l'exterior de la caserna de Massereene, a la ciutat d'Aontroim (Irlanda del Nord). Dos civils i dos soldats més foren ferits durant l'atemptat. El grup armat republicà irlandès IRA Autèntic va emetre un comunicat assumint la responsabilitat de l'acció.

## L'atac
Els informes estableixen que l'atac va començar aproximadament a les 21:40 quan quatre soldats caminaven per l'exterior de les instal·lacions militars esperant per rebre una pizza en mans de dos repartidors. Quan van ser lliurades, dos pistolers en un cotxe proper (un Vauxhall Cavalier de color verd) van començar a disparar amb fusells semiautomàtics. Dos dels soldats, els sapadors Mark Quinsey, de Birmingham, i Patrick Azimkar, de Londres, van resultar morts en l'atac; i els altres dos soldats i els dos repartidors van sortir-ne ferits amb diferent gravetat. Després que cessessin les primeres ràfegues de trets, els dos pistolers es van apropar a les víctimes, que jeien a terra, per disparar-los de nou. Hores després, el cotxe en el qual viatjaven els pistolers fou abandonat a Randalstown, a 12 quilòmetres del lloc de l'atemptat.
Els soldats atacats havien d'anar l'endemà a l'Afganistan. L'atac fou el primer en el qual es produïen baixes militars d'ençà que Lance Bombardier Stephen Restorick fou assassinat per un franctirador de l'IRA Provisional el febrer de 1997, durant el període conegut com The Troubles. L'atemptat es va produir dies després que Sir Hugh Orde, cap de la policia d'Irlanda del Nord (PSNI), advertís sobre la possibilitat que es produís un atemptat, adoptant nivells d'alerta no assolits en diversos anys.

## Detencions
El 14 de març de 2009, la policia nord-irlandesa va detenir tres persones per la seva possible vinculació amb l'atemptat. Entre ells es trobava Colin Duffy, de 41 anys, un expresidari jutjat per la seva pertinença a l'IRA i que es va desmarcar del corrent principal republicà criticant el Sinn Féin per la seva decisió de donar suport al nou Servei de Policia d'Irlanda del Nord (PSNI). Fins al moment no s'han formulat càrrecs en contra seu.